# 半斤八兩 (電影)
《半斤八両》是1976年香港賣座冠軍電影，由嘉禾公司出品，由許冠文、許冠傑、許冠英主演，許氏三兄弟喜劇系列第三部，首輪公映取得港幣800萬成績而打破票房開埠紀錄，亦是整個1970年代香港最賣座及最高入場人次電影。許氏兄弟中的許冠武，亦於片中客串一角。《半斤八両》承襲了許氏兄弟一貫的頻率喜劇風格，頻率式的視覺笑話，內容諷刺時弊，通過私家偵探查案，反應七十年代香港各階層的社會百態（譬如：街頭搶劫、婚外情、打工仔心態等）。片中的三個主要角色：老闆、打工仔、雞泡均深入民心，是許氏兄弟的代表作之一。主題曲「半斤八両」和插曲「浪子心聲」，反映一代人的心聲。
1979年嘉禾公司在日本推廣李小龍的功夫電影時，同場加映《半斤八両》，嘉禾公司的宣傳部改用Mr Boo! 作為號召，結果大受歡迎，在日本創下10億日元票房奇跡，隨後上映的幾部許氏兄弟喜劇電影皆以 Mr. Boo! 作為標題。值得一提的是，片中許冠傑的角色，由著名日本演員北野武配音演出。1981年高倉健主演的《駅 STATION》中，亦有男女主角觀賞 《半斤八両》廚房打鬥的鏡頭。日本漫畫大師赤塚不二夫曾經替本片攢寫序言和日文歌詞。
《半斤八両》在香港上映時曾經牽起風波，片尾段的戲院打劫，被當時保守派認為是影響社會安寧，差點遭到禁播。而台灣方面就因此段而不允許在戲院放映，需要重新剪輯。
在2005年，獲香港電影金像獎協會票選為「最佳華語片一百部」第十三名，後來獲選香港電影資料館20世紀“百部不可不看的香港電影”之一，2010年入選台北金马影展执行委员会票选影史百大华语电影。

## 劇情
萬能私家偵探社的社長黃若思（許冠文飾）既古惑又孤寒。以低薪僱用女秘書積琪（趙雅芝飾）和雞泡（許冠英飾）二人。本在汽水廠打工的李國傑（許冠傑飾）因失職被辭，見偵探社招人廣告，前往應徵；王社長初嫌其條件不合，未予錄用，其後見李成功協助其擒打荷包之小偷，大為讚賞，便僱用之。偵探社的調查的案件種類包羅萬有，捉奸、追債、捉超市小偷等。
而他們在調查一宗戲院打單案時，竟碰巧遇上九叔（石堅飾）一伙人打劫戲院觀眾。九叔喝令全院觀眾，盡獻隨身財物，黃若思被困座位，計無所出，李國傑溜出院外，伺機行事。眾賊既得手，按照預定計劃：紛紛攀登上偷來之大雪糕車。幸李國傑機警，已暗伏車上，擊倒賊黨司機，駕車直駛警署而去，眾賊無一倖免。李建奇功，獲得巨獎；而社長則受傷留院治療。
經過這一次後，社長醒覺到自己以往對待下屬的態度終令自己眾叛親離，故出院後一改常態，主動向下屬示好，並合作擴充偵探社，大展拳腳。

## 演員表
| 演員       | 角色                     | 備註                 |
| ---------- | ------------------------ | -------------------- |
| 許冠文     | 黃若思社長               |                      |
| 許冠傑     | 李國傑                   |                      |
| 許冠英     | 雞 泡                    |                      |
| 趙雅芝     | Jackie                   |                      |
| 吳耀漢     | 警長                     |                      |
| 盧慧芝     | 警長情婦                 |                      |
| 石 堅      | 九 叔                    |                      |
| 朱 牧      | 司馬克                   |                      |
| 許冠武     | 情人賓館芝苑別墅接待員   |                      |
| 陳 任      | 色情場所經理             |                      |
| 張俊英     |                          |                      |
| 黎少芳     | 莫 太                    | 大華超級市場老闆娘   |
| 鄭少萍     |                          |                      |
| 梁舜燕     | 朱 太                    | 偵探社要求捉姦的客人 |
| 陳劍雲     | 廚房打鬥對手             |                      |
| 高 雄      | 光頭鴨                   |                      |
| 解 元      | 阿 牛                    |                      |
| 黃錦燊     | 戲院劫匪之一             |                      |
| 蕭 錦      | 二哥                     | 客串                 |
| 張善明     | 大哥                     | 客串                 |
| 陳立品     | 戲院觀眾                 | 不願脫玉扼女士，客串 |
| 余慕蓮     | 戲院觀眾                 | 怕被劫色女士， 客串  |
| 曾楚霖     | 放炸彈賊人               |                      |
| Uncle Ray  | 購買雪櫃斷供款的武館人員 |                      |
| 林良慧     | 泳池跳水女子             |                      |
| Joe Junior | 後巷遇劫事主之一         | 不肯脫褲的青年，客串 |

## 语录
- 黄若思：年紀輕輕，就講享受，當心因果循環，有這麼風流就要這麼受罪

## 電影歌曲
- 主題曲〈半斤八両〉主唱：許冠傑

此曲於2015年被新加坡政府改編成宣傳《建國一代配套》（英語：Pioneer Generation Package）養老保健褔利計劃的粵語版廣告歌曲，由新加坡歌手陳軒昱（原名陳世維（Daren Tan Sze Wei ））主唱。
- 插曲〈浪子心聲〉[2]主唱：許冠傑

## 海外播映
此電影在不少海外國家都有上映，而且都同樣創下不錯的票房記錄。其中尤以日本為甚，此為當地第一部上映的許氏電影（當地把許氏電影系列都譯成為「MR. BOO」），在1979年2月上映日語版本，更同時把原有的粵語主題曲改成日語版本。
←日本上映版本是粤語，主題曲也是粤語版本。日本唱片公司製作了日語版本，但只販賣，上映版没有採用它。

## 外部連結
- 開眼電影網上《半斤八兩》的資料（繁體中文）
- 香港影庫上《半斤八兩》的資料（繁體中文）
- 豆瓣电影上《半斤八兩》的資料 （简体中文）
- 时光网上《半斤八兩》的資料（简体中文）
- AllMovie上《半斤八兩》的资料（英文）
- 爛番茄上《半斤八兩》的資料（英文）
- 互联网电影数据库（IMDb）上《半斤八兩》的资料（英文）